# Blastesthia
Blastesthia là một chi bướm đêm thuộc phân họ Olethreutinae trong họ Tortricidae.

## Các loài
- Blastesthia mughiana (Zeller, 1868)
- Blastesthia posticana (Zetterstedt, 1839)
- Blastesthia tessulatana (Staudinger, 1871)
- Blastesthia turionella (Linnaeus, 1758)
- Blastesthia fulvimitrana (Zetterstedt, 1839)
- Blastesthia mulsantiana (Zetterstedt, 1839)